# Юлиус I фон Залм-Нойбург
Юлиус I фон Залм-Нойбург (на немски: Julius I Graf von Salm und Neuburg; * 11 ноември 1531; † 2 юли 1595) е управляващ граф на Залм (Люксембург) и Нойбург (1580 – 1595). Резиденцията му е дворец Нойбург ам Ин при Пасау в Долна Бавария.

## Произход и наследство
Той е вторият син на граф Николаус II фон Салм (1503 – 1550), щатхалтер на Унгария, и първата му съпруга графиня Емилия фон Еберщайн (1506 – 1540), дъщеря на граф Бернхард III фон Еберщайн в Ной-Еберщайн (1459 – 1526) и Кунигунда фон Валдбург-Зоненберг (1482 – 1538). Племенник е на Волфганг фон Салм († 1555), княжески епископ на Пасау (1541 – 1555).
След смъртта на баща му по-големият му брат Николаус III († 1580) става собственик на Нойбург ам Ин (1550 – 1580) и през 1563 г. въвежда там реформацията. Той е наследен от Юлиус I.

## Фамилия
Първи брак: ок. 1565 г. с Елизабет Турзó де Бетленфалва († 1573), вдовица на Ярослав фон Пернщайн (1528 – 1569) и на Адам Унгнад фон Зонег, дъщеря на фрайхер/барон Елек I Турзо де Бетленфалва († 1543), палатин на Унгария (1532 – 1543), и втората му съпруга Магдолна Секели де Ормошд († 1556). Те имат една дъщеря:
- Анна Мария Лудмила фон Залм (* 15 март 1568; † 11 ноември 1596), омъжена на 11 декември 1590 г. за Йохан Септимус фон Лихтенщайн-Николсбург-Фелдсберг (* 27 декември 1558; † 10 ноември 1595), син на Георг Хартман фон Лихтенщайн (1513 – 1562) и Сузана фон Лихтенщайн-Николсбург (1520 – 1595).

Втори брак: на 1 януари 1575 г. с фрайфрау/графиня Анна Мария фон Дитрихщайн (* 7 декември 1557; † 5 март 1586), дъщеря на фрайхер Георг фон Дитрихщайн (1526 – 1593) и Анна фон Щархемберг (1537 – 1597). Анна Мария фон Дитрихщайн е внучка на Зигмунд фон Дитрихщайн (1484 – 1533) и Барбара фон Ротал, фрайин фон Талберг (1500 – 1550), извънбрачна дъщеря на император Максимилиан I (1459 – 1519) и Маргарета фон Рапах († 1522). Тя е (нелегитимна) братовчедка на императорите Карл V и Фердинанд I. Те имат пет деца 
- Вайхард фон Залм-Нойбург (* 16 септември 1575; † 1617), граф на Залм-Нойбург (1595 – 1617), женен на 25 ноември 1596 г. за Сидония фон Минквиц (1579 – 1638); имат седем деца
- Юлиус фон Залм (1578 – 1594)
- Карл фон Залм (1584 – 1594)
- Емилия/Амалиана фон Залм († млада)
- Анна Мария фон Залм (*/† 1586)